# Бутенко, Геннадий Михайлович
Генна́дий Миха́йлович Буте́нко (род. 21 августа 1932 года, Миргород) — советский и украинский ученый в области геронтологии, патофизиолог, иммунолог. Член-корреспондент АМН СССР (1986) и НАН Украины (1992), академик НАМН Украины (1994). Лауреат премии им. А. Богомольца НАНУ (1997), Государственной премии УССР в области науки и техники (1981), Государственной премии Украины в области науки и техники (1999), премии АМНУ (2003).

## Биография
Родился в семье инженера-железнодорожника. Окончил Одесский медицинский институт (1956). Работал на кафедрах патофизиологии Одесского и Киевского мединститутов (1957—1971). С 1972 года — в Институте геронтологии АМНУ.

## Научная деятельность
Исследует предупредительное действие разнообразных геропротекторов, полученных преимущественно из секреторных желез. Исследует возрастные предпосылки возникновения патологии, причины и механизмы нарушений иммунной системы во время старения.
Директор Института генетической и регенеративной медицины НАМН Украины, заведующий отделом клеточных и тканевых технологий этого же института, заведующий лабораторией патофизиологии и иммунологии Института геронтологии НАМН Украины.
Академик Геннадий Бутенко ныне возглавляет научно-исследовательский Институт генетической и репродуктивной медицины, цель которого — качественное совершенствование развития биотехнологий.